# Église Sainte-Anne de Horiany
 (juin 2024).
Pour les articles homonymes, voir église Sainte-Anne.
L'église sainte-Anne est une église de Horiany, raïon d'Oujhorod, aujourd'hui un monument national protégé. Elle a été construite au tournant des Xe et XIe siècles.

## Historique
L’église de pierres est surtout connue pour son abside qui est la partie classée.

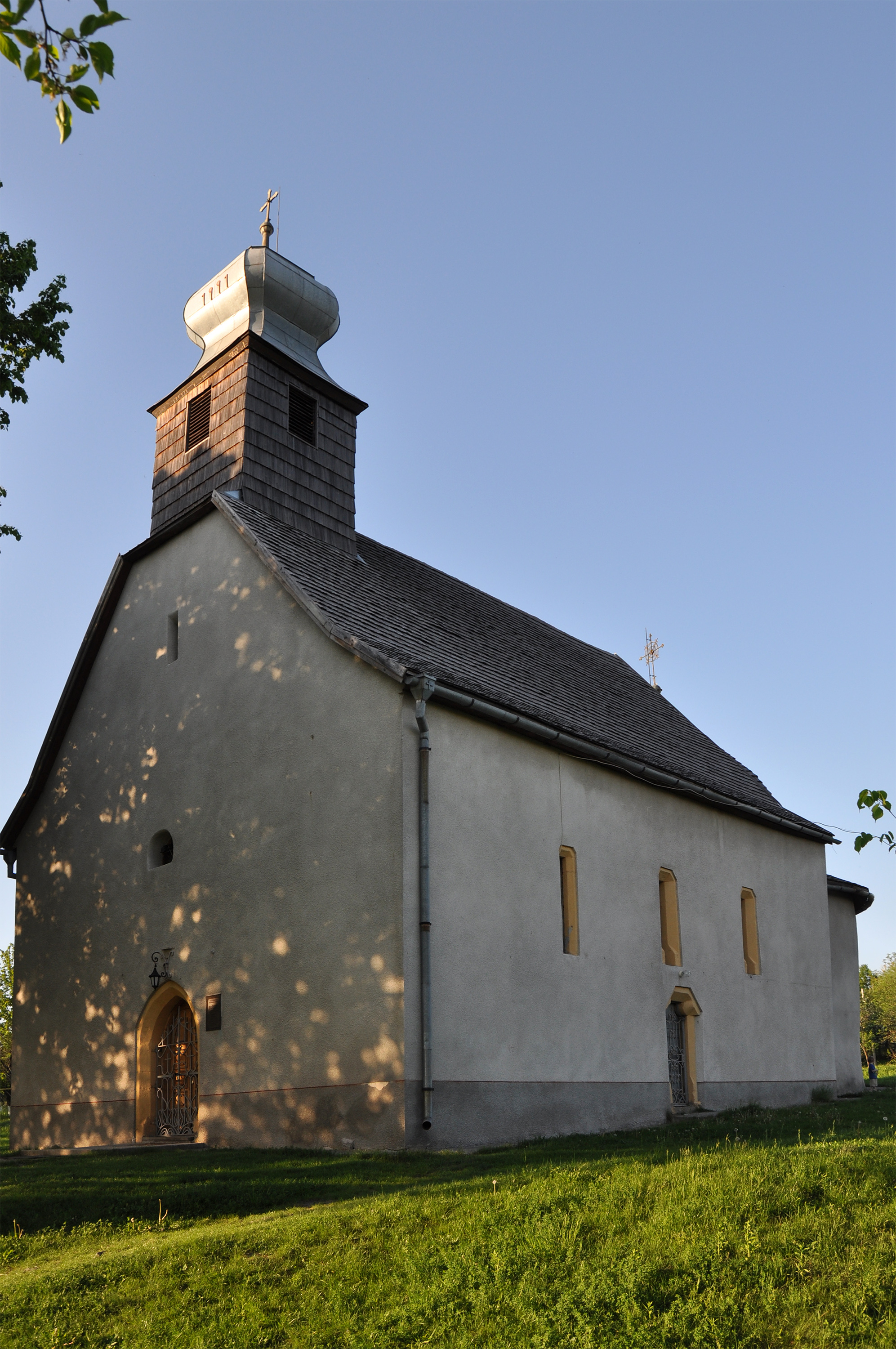
Son portail surmonté du clocher,
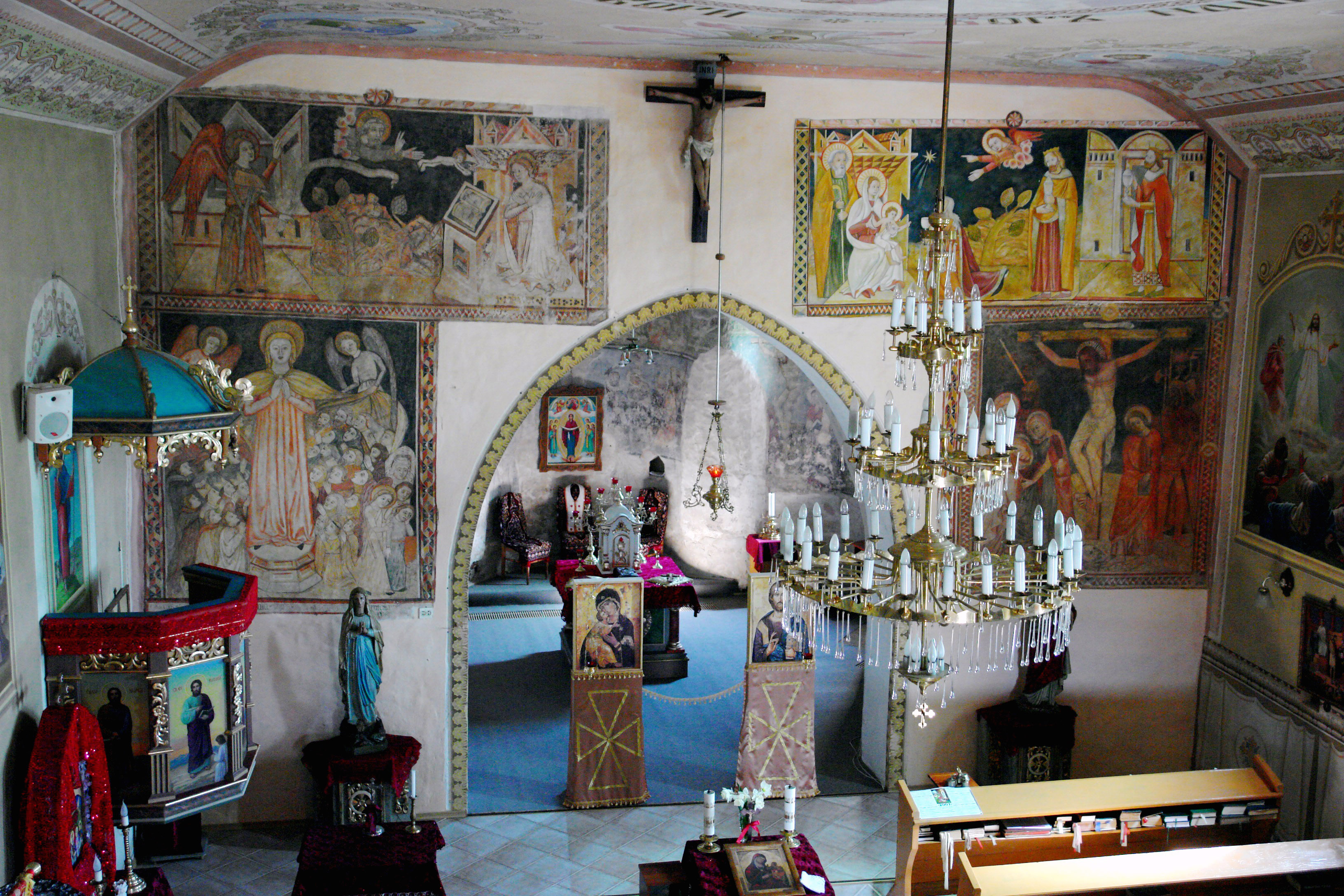
mur paré de fresques,
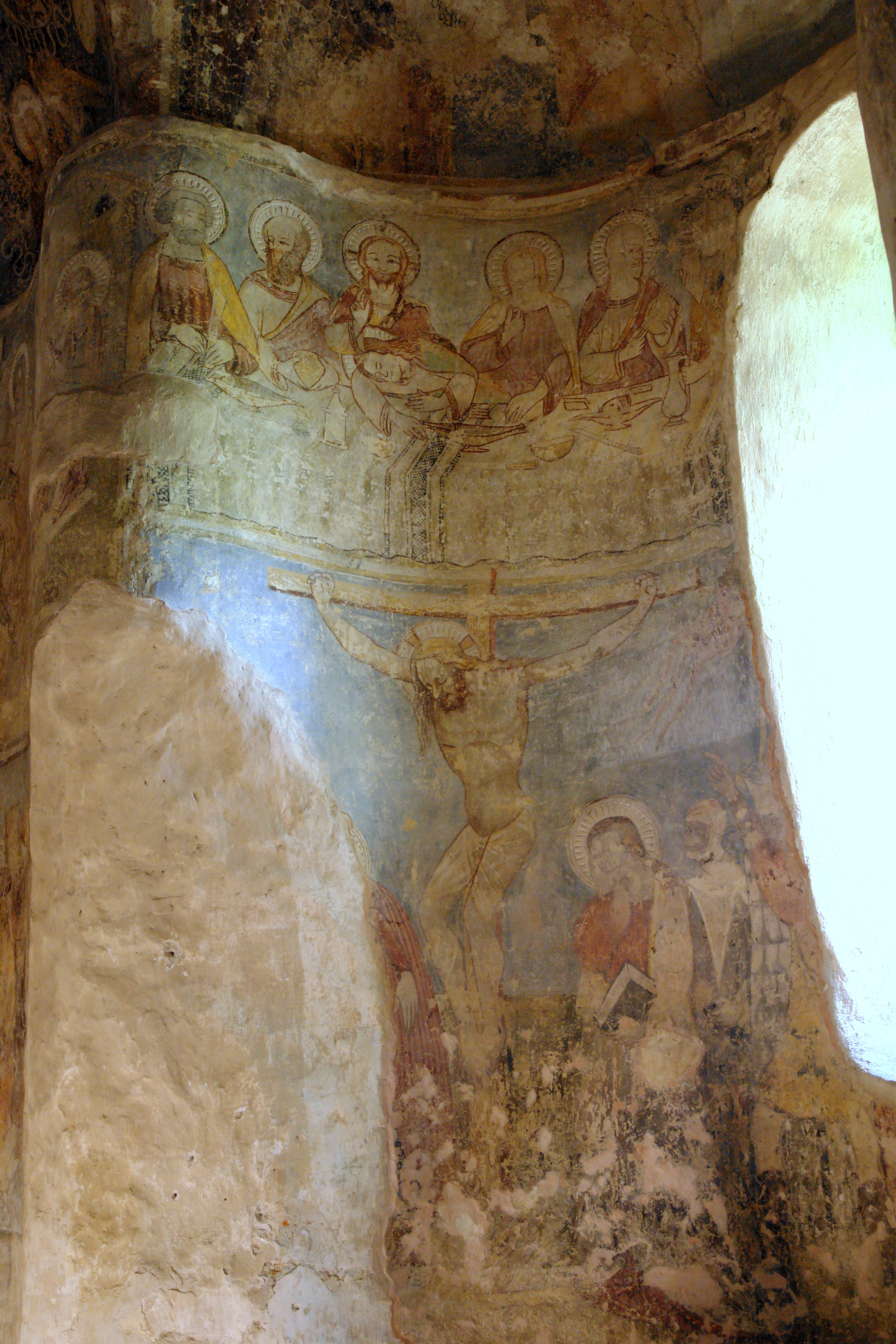
Christ en croix, fresque,
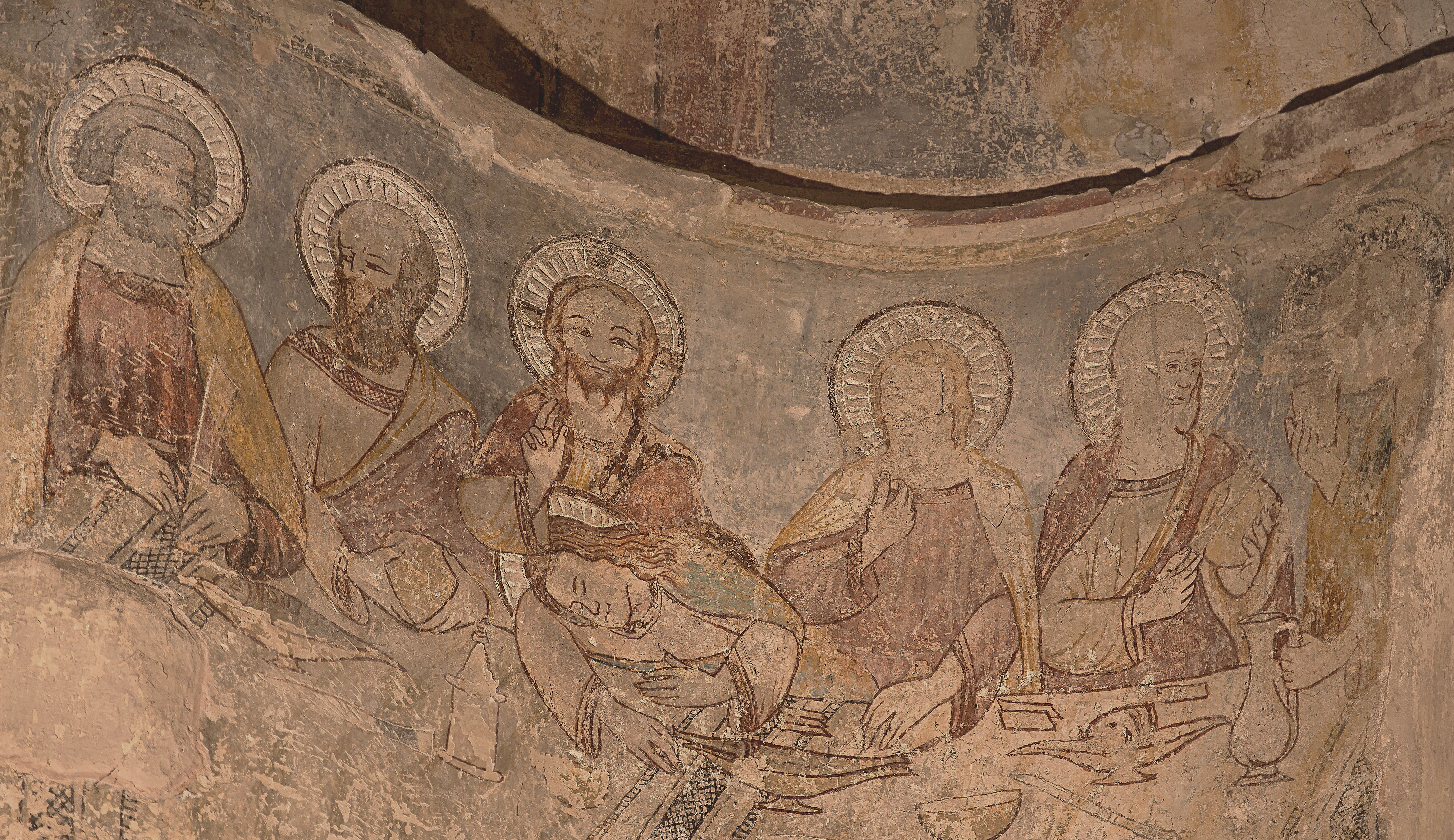
la scène, fresque,
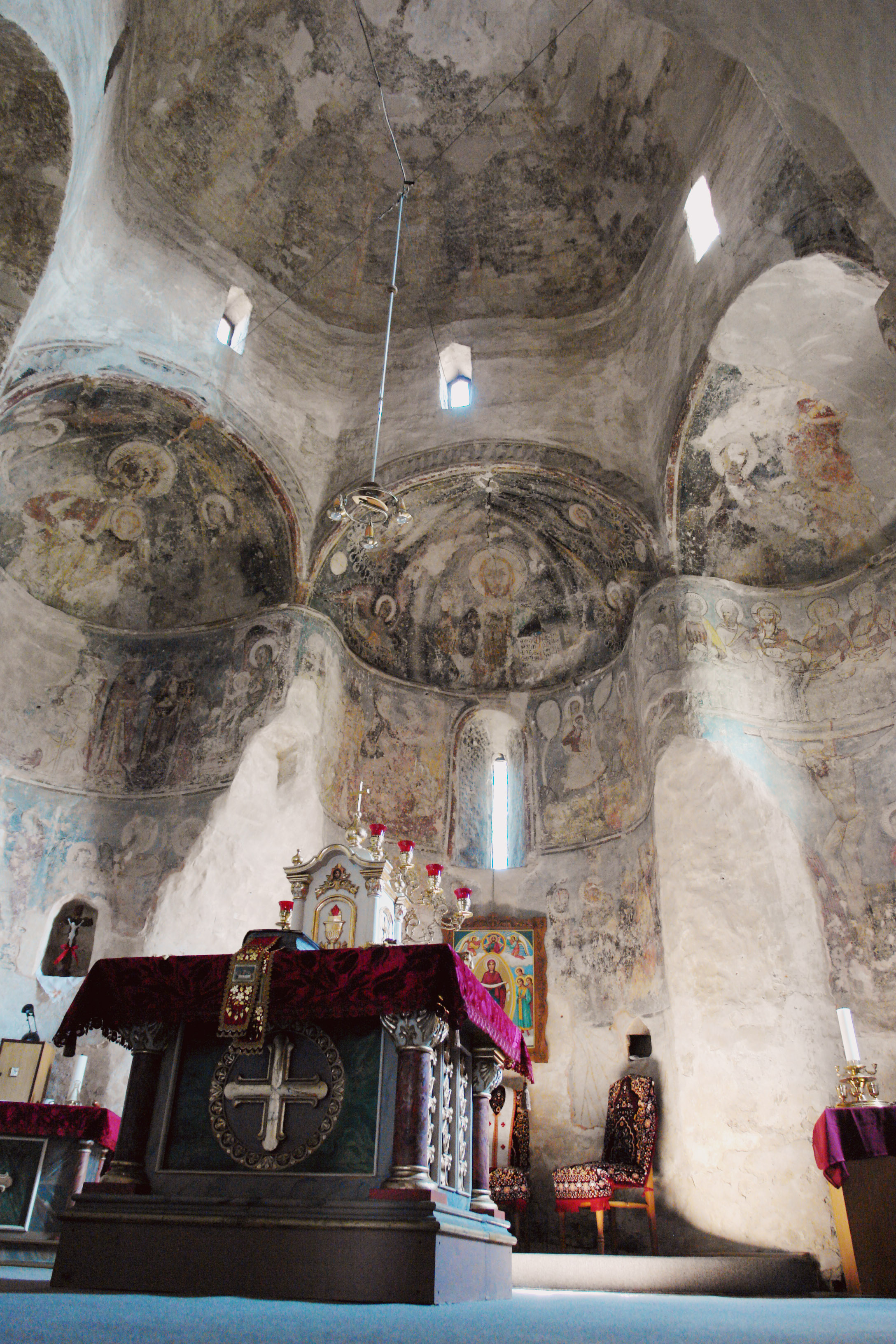
l'autel dans l'abside.